# Estorsione
L'estorsione, in diritto penale, è un reato commesso da chi, con violenza o minaccia, costringe uno o più soggetti a fare o a non fare qualche atto, procurando a sé o ad altri un ingiusto profitto con altrui danno.
È un reato commesso dalle organizzazioni criminali, da singoli malviventi, da organizzazioni di tipo mafioso, che lo eseguono  per acquisire capitali ingenti e  per controllare un territorio.

## Analisi
La coercizione sulla vittima è relativa perché in essa residua un minimum di capacità di autodeterminazione, che viene coartata dall'agente al fine di far compiere un atto dispositivo (dare, fare, non fare). È reato di evento in cui la cooperazione della vittima è carpita con la forza, intesa come coazione relativa, facendo leva su possibili conseguenze dell'inadempimento. Tra forza e coazione deve sussistere un rapporto strumentale di mezzo a fine altrimenti si avrà solo induzione.
L'evento è caratterizzato da:
1. stato di coazione psichica;
2. volontà viziata;
3. atto dispositivo patrimoniale;
4. danno altrui;
5. profitto ingiusto per l'agente o altri.

La condotta consiste nella costrizione mediante violenza o minaccia a determinati comportamenti attivi o omissivi. La minaccia estorsiva può avere ad oggetto anche un'omissione con la prospettazione da parte dell'agente di non impedire ciò che ha il dovere giuridico di non consentire.

## Esempi
Sono esempi di estorsione:
- la protezione, che identifica un'attività criminale inquadrabile nell'ambito del racket, generalmente volta ad ottenere da parte di un operatore economico un pagamento periodico in cambio di una presunta offerta di protezione. In Italia spesso viene identificata come "pizzo".

- il comportamento intimidatorio di un datore di lavoro nei confronti di un lavoratore cui corrisponde un salario non adeguato alle ore di lavoro prestate e/o alle attività svolte.

## Nel mondo

### Italia
Nell'ordinamento italiano, il reato è sanzionato dall'art. 629 del codice penale italiano. È ingiusto il profitto che non è tutelato né direttamente né indirettamente dall'ordinamento giuridico. Sono riconducibili all'estorsione anche il sequestro di persona a scopo di estorsione e la concussione ma il codice penale li prevede come reati a sé, con pene più gravi.
Una parte della giurisprudenza della Corte di Cassazione ha teorizzato che possa configurarsi il reato di estorsione anche mediante l'esercizio di azioni legali pretestuose.In questi casi, la minaccia mira a ottenere un risultato non conforme alla giustizia, ovvero un vantaggio iniquo, esorbitante o non dovuto, rispetto a quanto che sarebbe lecito conseguire attraverso l'esercizio del diritto stesso. Questo comportamento si configura come uno strumento utilizzato per scopi contrari alla legge, ossia non per gli scopi per cui il diritto è riconosciuto e tutelato.
La Consulta con sentenza n. 120/2023 ha dichiarato l'illegittimità parziale dell'art. 629 c.p. nella parte in cui non prevede che la pena da esso comminata è diminuita in misura non eccedente un terzo, quando per la natura, la specie, i mezzi, le modalità o circostanze dell’azione, ovvero per la particolare tenuità del danno o del pericolo, il fatto risulti di lieve entità. Analoga sentenza n. 86/2024 è stata poi adottata per il reato di rapina.